# 今が思い出になるまで
『今が思い出になるまで』（いまがおもいでになるまで）は、日本の女性アイドルグループ乃木坂46の4枚目のオリジナル・アルバム。2019年4月17日にN46Div.から発売された。

## 背景とリリース
オリジナルアルバムとしては、前作『生まれてから初めて見た夢』から約2年ぶりの作品。
本作の発売は、2019年2月22日に京セラドーム大阪で開催された『乃木坂46 7th YEAR BIRTHDAY LIVE』2日目公演において発表された。
本作は初回生産限定盤（CD+Blu-ray）、初回仕様限定（CD+ Blu-ray）盤のType-A・B、CDのみの通常盤の4形態で発売。初回生産限定盤は豪華三方背デジパック仕様で、CDに加えて2018年から2019年にかけてグループを卒業していったメンバーの乃木坂46として最後にパフォーマンスをした楽曲を集めたライブ特選集『Last Songs』を収録したBlu-rayと特典の豪華フォトブックレットが、初回仕様限定盤Type-A・Bにはメンバー自身が企画と構成を考えた「真夏の全国ツアー2018」の人気コーナー「ジコチュープロデュース」を収録したBlu-rayが同封されている。また、初回生産限定盤、初回仕様限定盤には乃木坂46のアルバムの特典としては初めて生写真が封入されている。
これまでの乃木坂46のオリジナルアルバムは、メンバー全員が初収録曲に参加したが、今作には、中田花奈、樋口日奈、山崎怜奈、和田まあやの4人が初収録曲のいずれにも参加していない。

## プロモーション

### イベント
乃木坂46のforTUNE music限定販売によるシングルや、過去のアルバム同様、本作についてもforTUNE music限定販売による個別握手会と、初回仕様限定盤各タイプに特典として封入されるプレミアムイベント応募券に記載された特設サイトにアクセスして応募券に記載されたIDナンバーで抽選に応募できるプレミアムイベントが行われる。また、個別握手会会場では初回生産限定盤に封入されている「特製ポスター交換券」を持参して会場でクジ引きを行うと、出た数字の枚数分だけ特製ソロポスターがプレゼントされる。
- 個別握手会参加券付通常盤
  - 『乃木坂46 4thアルバム「今が思い出になるまで」発売記念個別握手会』（2019年4月28日、インテックス大阪 / 2019年5月1日、幕張メッセ / 2019年5月11日、ポートメッセなごや）[8]
- 「今が思い出になるまで」発売記念 ファン感謝祭"スペシャルイベント"
  - 「第4回 豪華客船"シンフォニーモデルナ"東京湾クルージング」（3つのIDナンバーが必要）
  - 「第3回 乃木坂46マネージャー陣と乗る"屋形船"台場〜越中島〜東京スカイツリーの旅」（2つのIDナンバーが必要）
  - 「第3回 メンバー対抗 乃木坂46ボーリング大会!」（2つのIDナンバーが必要）
  - 「第1回 メンバー対抗 乃木坂46大縄跳び対決!」（2つのIDナンバーが必要）
  - 「第1回 メンバー対抗 乃木坂46玉入れ合戦!」（2つのIDナンバーが必要）
  - 「第1回 メンバーと卓球対決!」（2つのIDナンバーが必要）
  - 「全公演!真夏の全国ツアー2019 スーパーリザーブシート100席!」（2つのIDナンバーが必要）
  - 「メンバーとゲーム対決!」（1つのIDナンバーが必要）
  - 「全メンバー直筆サイン入り生写真」（1つのIDナンバーが必要）
- 4期生ミニトーク&ミニ握手会
  - 2019年4月24日
    - 栃木県：賀喜遥香、金川紗耶、筒井あやめ
    - 兵庫県：遠藤さくら、早川聖来
    - 岡山県：掛橋沙耶香、田村真佑

  - 2019年4月25日
    - 宮城県：賀喜遥香、金川紗耶、筒井あやめ
    - 大阪府：遠藤さくら、清宮レイ、早川聖来
    - 広島県：掛橋沙耶香、田村真佑

  - 2019年4月26日
    - 北海道：賀喜遥香、金川紗耶、筒井あやめ
    - 愛知県：遠藤さくら、清宮レイ、早川聖来
    - 福岡県：掛橋沙耶香、田村真佑

  - 2019年4月27日
    - 神奈川県：賀喜遥香、金川紗耶、筒井あやめ
    - 埼玉県：遠藤さくら、早川聖来
    - 東京都：掛橋沙耶香、柴田柚菜、田村真佑

## アートワーク
ジャケット写真は"アートな乃木坂46"をコンセプトとし、本作に収録されるシングル作品のアートワークが展示されている「乃木坂46美術館」を眺める女の子がテーマとなっている。カメラマンはChito Yoshidaで、女の子が自由に美術館の空間で遊んだり額を眺める様子を撮影した中から奇跡の一枚をジャケットに採用した。

## チャート成績
本作は自己最高となる初週44万7000枚を売り上げ、2019年4月29日付オリコン週間CDアルバムランキングで初登場1位を獲得した。乃木坂46のアルバム1位獲得は1stアルバム『透明な色』から5作連続、通算5作目となり、これまでSPEEDと並んで女性グループ歴代1位タイだった「1stからのアルバム連続1位獲得作品数」を歴代単独1位に、女性アーティスト全体では倉木麻衣と並び歴代3位タイとなった。上半期ランキングでは約51万1000枚を記録し、自身初の1位を獲得。女性グループによる上半期アルバム1位は、1978年のピンク・レディー、2013年のNMB48、2014年と2018年のAKB48に続き、史上4組目となった。

## メディアでの使用
もうすぐ〜ザンビ伝説〜
テレビドラマ『ザンビ』（日本テレビ）オープニングテーマ曲。
ありがちな恋愛
日本コカ・コーラ「ファンタ」『ファンタ坂学園 変顔ボトル』編 CMソング。

## 収録トラック

### 初回生産限定盤
| 全作詞: 秋元康。 |                                |           |                               |                        |      |
| #                | タイトル                       | 作詞      | 作曲                          | 編曲                   | 時間 |
| 1.               | 「ありがちな恋愛」             | 秋元康    | 杉山勝彦                      | 野中“まさ”雄一         | 3:57 |
| 2.               | 「逃げ水」                     | 秋元康    | 谷村庸平                      | 谷村庸平               | 5:08 |
| 3.               | 「いつかできるから今日できる」 | 秋元康    | Akira Sunset、京田誠一        | 京田誠一、Akira Sunset | 4:39 |
| 4.               | 「シンクロニシティ」           | 秋元康    | シライシ紗トリ                | シライシ紗トリ         | 4:14 |
| 5.               | 「ジコチューで行こう!」        | 秋元康    | ナスカ                        | 野中“まさ”雄一         | 4:09 |
| 6.               | 「帰り道は遠回りしたくなる」   | 秋元康    | 渡邉俊彦                      | 渡邉俊彦、早川博隆     | 4:29 |
| 7.               | 「アンダー」                   | 秋元康    | 白土亨                        | 遠藤ナオキ             | 4:12 |
| 8.               | 「My rule」                    | 秋元康    | 藤田卓也                      | 藤田卓也               | 4:32 |
| 9.               | 「新しい世界」                 | 秋元康    | 古川貴浩                      | 古川貴浩               | 4:35 |
| 10.              | 「三角の空き地」               | 秋元康    | Hiroki Sagawa、Yasutaka.Ishio | Yasutaka.Ishio         | 4:00 |
| 11.              | 「日常」                       | 秋元康    | Akira Sunset、野口大志        | Akira Sunset、野口大志 | 4:08 |
| 12.              | 「もし君がいなければ」         | 秋元康    | 杉山勝彦                      | 杉山勝彦、有木竜郎     | 4:26 |
| 13.              | 「キスの手裏剣」               | 秋元康    | 山田智和                      | 住谷翔平               | 4:21 |
| 14.              | 「Against」                    | 秋元康    | 古川貴浩                      | 古川貴浩               | 4:27 |
| 15.              | 「つづく」                     | 秋元康    | 若田部誠                      | 若田部誠               | 4:26 |
| 合計時間:        | 合計時間:                      | 合計時間: | 合計時間:                     | 65:43                  |      |

| #   | タイトル                                                                                         | 作詞 | 作曲・編曲 |
| --- | ------------------------------------------------------------------------------------------------ | ---- | ---------- |
| 1.  | 「乃木坂の詩」(生駒里奈 卒業コンサート@日本武道館)                                               |      |            |
| 2.  | 「Against」(生駒里奈 卒業コンサート@日本武道館)                                                  |      |            |
| 3.  | 「ここじゃないどこか」(生駒里奈 卒業コンサート@日本武道館)                                       |      |            |
| 4.  | 「制服のマネキン」(生駒里奈 卒業コンサート@日本武道館)                                           |      |            |
| 5.  | 「君の名は希望」(生駒里奈 卒業コンサート@日本武道館)                                             |      |            |
| 6.  | 「My rule」(「いつかできるから今日できる」発売記念 全国握手会@インテックス大阪)                  |      |            |
| 7.  | 「ガールズルール」(6th YEAR BIRTHDAY LIVE@秩父宮ラグビー場)                                      |      |            |
| 8.  | 「指望遠鏡」(アンダーライブ2018〜北海道シリーズ〜@Zepp Sapporo)                                  |      |            |
| 9.  | 「告白の順番」(若月佑美 卒業セレモニー@日本武道館)                                               |      |            |
| 10. | 「Rewindあの日」(若月佑美 卒業セレモニー@日本武道館)                                             |      |            |
| 11. | 「ダンケシェーン」(若月佑美 卒業セレモニー@日本武道館)                                           |      |            |
| 12. | 「ハルジオンが咲く頃」(アンダーライブ2018〜関東シリーズ〜@武蔵野の森スポーツプラザ)              |      |            |
| 13. | 「つづく」(7th YEAR BIRTHDAY LIVE〜西野七瀬 卒業コンサート〜@大阪京セラドーム)                   |      |            |
| 14. | 「帰り道は遠回りしたくなる」(7th YEAR BIRTHDAY LIVE〜西野七瀬 卒業コンサート〜@大阪京セラドーム) |      |            |
| 15. | 「光合成希望」(7th YEAR BIRTHDAY LIVE〜西野七瀬 卒業コンサート〜@大阪京セラドーム)               |      |            |

### 初回仕様限定盤Type-A
| 全作詞: 秋元康。 |                                |           |                              |                        |      |
| #                | タイトル                       | 作詞      | 作曲                         | 編曲                   | 時間 |
| 1.               | 「ありがちな恋愛」             | 秋元康    | 杉山勝彦                     | 野中“まさ”雄一         | 3:57 |
| 2.               | 「逃げ水」                     | 秋元康    | 谷村庸平                     | 谷村庸平               | 5:08 |
| 3.               | 「いつかできるから今日できる」 | 秋元康    | Akira Sunset、京田誠一       | 京田誠一、Akira Sunset | 4:39 |
| 4.               | 「シンクロニシティ」           | 秋元康    | シライシ紗トリ               | シライシ紗トリ         | 4:14 |
| 5.               | 「ジコチューで行こう!」        | 秋元康    | ナスカ                       | 野中“まさ”雄一         | 4:09 |
| 6.               | 「帰り道は遠回りしたくなる」   | 秋元康    | 渡邉俊彦                     | 渡邉俊彦、早川博隆     | 4:29 |
| 7.               | 「アンダー」                   | 秋元康    | 白土亨                       | 遠藤ナオキ             | 4:12 |
| 8.               | 「My rule」                    | 秋元康    | 藤田卓也                     | 藤田卓也               | 4:32 |
| 9.               | 「新しい世界」                 | 秋元康    | 古川貴浩                     | 古川貴浩               | 4:35 |
| 10.              | 「三角の空き地」               | 秋元康    | Hiroki Sagawa/Yasutaka.Ishio | Yasutaka.Ishio         | 4:00 |
| 11.              | 「日常」                       | 秋元康    | Akira Sunset、野口大志       | Akira Sunset、野口大志 | 4:08 |
| 12.              | 「頬杖をついては眠れない」     | 秋元康    | Super Mahirock               | Huge M                 | 3:51 |
| 13.              | 「ぼっち党」                   | 秋元康    | 庄司裕                       | 庄司裕                 | 3:08 |
| 14.              | 「僕の衝動」                   | 秋元康    | 石井伸昂                     | 石井伸昂               | 4:14 |
| 15.              | 「スカウトマン」               | 秋元康    | SaSA                         | SaSA                   | 3:48 |
| 合計時間:        | 合計時間:                      | 合計時間: | 合計時間:                    | 63:04                  |      |

| #   | タイトル                                        | 作詞 | 作曲・編曲 |
| --- | ----------------------------------------------- | ---- | ---------- |
| 1.  | 「忘却と美学」                                  |      |            |
| 2.  | 「シークレットグラフィティー」                  |      |            |
| 3.  | 「ごめんね、スムージー」                        |      |            |
| 4.  | 「せっかちなかたつむり」                        |      |            |
| 5.  | 「行くあてのない僕たち」                        |      |            |
| 6.  | 「光合成希望」                                  |      |            |
| 7.  | 「無表情」                                      |      |            |
| 8.  | 「僕が行かなきゃ誰が行くんだ?」                 |      |            |
| 9.  | 「その先の出口」                                |      |            |
| 10. | 「白米様」                                      |      |            |
| 11. | 「2度目のキスから」                             |      |            |
| 12. | 「Against」                                     |      |            |
| 13. | 「自分のこと」                                  |      |            |
| 14. | 「大人への近道」                                |      |            |
| 15. | 「命の真実 ミュージカル「林檎売りとカメムシ」」 |      |            |
| 16. | 「やさしさとは」                                |      |            |

### 初回仕様限定盤Type-B
| 全作詞: 秋元康。 |                                |           |                              |                        |      |
| #                | タイトル                       | 作詞      | 作曲                         | 編曲                   | 時間 |
| 1.               | 「ありがちな恋愛」             | 秋元康    | 杉山勝彦                     | 野中“まさ”雄一         | 3:57 |
| 2.               | 「逃げ水」                     | 秋元康    | 谷村庸平                     | 谷村庸平               | 5:08 |
| 3.               | 「いつかできるから今日できる」 | 秋元康    | Akira Sunset、京田誠一       | 京田誠一、Akira Sunset | 4:39 |
| 4.               | 「シンクロニシティ」           | 秋元康    | シライシ紗トリ               | シライシ紗トリ         | 4:14 |
| 5.               | 「ジコチューで行こう!」        | 秋元康    | ナスカ                       | 野中“まさ”雄一         | 4:09 |
| 6.               | 「帰り道は遠回りしたくなる」   | 秋元康    | 渡邉俊彦                     | 渡邉俊彦、早川博隆     | 4:29 |
| 7.               | 「アンダー」                   | 秋元康    | 白土亨                       | 遠藤ナオキ             | 4:12 |
| 8.               | 「My rule」                    | 秋元康    | 藤田卓也                     | 藤田卓也               | 4:32 |
| 9.               | 「新しい世界」                 | 秋元康    | 古川貴浩                     | 古川貴浩               | 4:35 |
| 10.              | 「三角の空き地」               | 秋元康    | Hiroki Sagawa/Yasutaka.Ishio | Yasutaka.Ishio         | 4:00 |
| 11.              | 「日常」                       | 秋元康    | Akira Sunset、野口大志       | Akira Sunset、野口大志 | 4:08 |
| 12.              | 「さゆりんご募集中」           | 秋元康    | 浦島健太、菊池博人           | 浦島健太、菊池博人     | 4:06 |
| 13.              | 「ゴルゴンゾーラ」             | 秋元康    | BASEMINT                     | BASEMINT               | 4:20 |
| 14.              | 「トキトキメキメキ」           | 秋元康    | 中山聡、足立優               | 中山聡、足立優         | 4:00 |
| 15.              | 「未来の答え」                 | 秋元康    | 板垣祐介                     | 板垣祐介               | 5:23 |
| 合計時間:        | 合計時間:                      | 合計時間: | 合計時間:                    | 65:52                  |      |

| #   | タイトル                       | 作詞 | 作曲・編曲 |
| --- | ------------------------------ | ---- | ---------- |
| 1.  | 「欲望のリインカーネーション」 |      |            |
| 2.  | 「空気感」                     |      |            |
| 3.  | 「コウモリよ」                 |      |            |
| 4.  | 「醜い私」                     |      |            |
| 5.  | 「低体温のキス」               |      |            |
| 6.  | 「あらかじめ語られるロマンス」 |      |            |
| 7.  | 「女は一人じゃ眠れない」       |      |            |
| 8.  | 「流星ディスコティック」       |      |            |
| 9.  | 「あなたのために弾きたい」     |      |            |
| 10. | 「意外BREAK」                  |      |            |
| 11. | 「まあいいか?」                |      |            |
| 12. | 「君に贈る花がない」           |      |            |
| 13. | 「孤独兄弟」                   |      |            |
| 14. | 「太陽に口説かれて」           |      |            |
| 15. | 「月の大きさ」                 |      |            |
| 16. | 「水玉模様」                   |      |            |
| 17. | 「ライブ神」                   |      |            |

### 通常盤
| 全作詞: 秋元康。 |                                |           |                              |                        |      |
| #                | タイトル                       | 作詞      | 作曲                         | 編曲                   | 時間 |
| 1.               | 「ありがちな恋愛」             | 秋元康    | 杉山勝彦                     | 野中“まさ”雄一         | 3:57 |
| 2.               | 「逃げ水」                     | 秋元康    | 谷村庸平                     | 谷村庸平               | 5:08 |
| 3.               | 「いつかできるから今日できる」 | 秋元康    | Akira Sunset、京田誠一       | 京田誠一、Akira Sunset | 4:39 |
| 4.               | 「シンクロニシティ」           | 秋元康    | シライシ紗トリ               | シライシ紗トリ         | 4:14 |
| 5.               | 「ジコチューで行こう!」        | 秋元康    | ナスカ                       | 野中“まさ”雄一         | 4:09 |
| 6.               | 「帰り道は遠回りしたくなる」   | 秋元康    | 渡邉俊彦                     | 渡邉俊彦、早川博隆     | 4:29 |
| 7.               | 「アンダー」                   | 秋元康    | 白土亨                       | 遠藤ナオキ             | 4:12 |
| 8.               | 「My rule」                    | 秋元康    | 藤田卓也                     | 藤田卓也               | 4:32 |
| 9.               | 「新しい世界」                 | 秋元康    | 古川貴浩                     | 古川貴浩               | 4:35 |
| 10.              | 「三角の空き地」               | 秋元康    | Hiroki Sagawa/Yasutaka.Ishio | Yasutaka.Ishio         | 4:00 |
| 11.              | 「日常」                       | 秋元康    | Akira Sunset、野口大志       | Akira Sunset、野口大志 | 4:08 |
| 12.              | 「もうすぐ〜ザンビ伝説〜」     | 秋元康    | 渡辺剛                       | 渡辺剛                 | 5:41 |
| 13.              | 「キャラバンは眠らない」       | 秋元康    | CottON                       | CottON                 | 4:09 |
| 14.              | 「ライブ神」                   | 秋元康    | SaSA                         | SaSA                   | 4:27 |
| 15.              | 「自分じゃない感じ」           | 秋元康    | ツキダタダシ                 | ツキダタダシ           | 4:07 |
| 合計時間:        | 合計時間:                      | 合計時間: | 合計時間:                    | 66:27                  |      |

## 歌唱メンバー

### ありがちな恋愛
（センター：白石麻衣・齋藤飛鳥）
- 秋元真夏、生田絵梨花、伊藤理々杏、井上小百合、梅澤美波、大園桃子、齋藤飛鳥、斉藤優里、桜井玲香、佐藤楓、白石麻衣、新内眞衣、高山一実、星野みなみ、堀未央奈、松村沙友理、山下美月、与田祐希[10]

卒業した衛藤美彩、西野七瀬、若月佑美を除く22ndシングル選抜メンバー。

### もし君がいなければ
- 衛藤美彩[10]

衛藤のソロ曲で、2019年3月19日に開催された『衛藤美彩 卒業ソロコンサート』で披露された。

### キスの手裏剣
（センター：遠藤さくら）
- 遠藤さくら、賀喜遥香、掛橋沙耶香、金川紗耶、北川悠理、柴田柚菜、清宮レイ、田村真佑、筒井あやめ、早川聖来、矢久保美緒[10]

4期生による初の楽曲。

### 頬杖をついては眠れない
- 秋元真夏、斉藤優里、白石麻衣、新内眞衣、高山一実[10]

### ぼっち党
- 生田絵梨花、久保史緒里、桜井玲香[10]

### さゆりんご募集中
（ユニット：さゆりんご軍団）
- 伊藤かりん、佐々木琴子、寺田蘭世、松村沙友理[10]

15thシングル収録「白米様」以来約3年ぶりとなるさゆりんご軍団のオリジナル楽曲。

### ゴルゴンゾーラ
- 北野日奈子、堀未央奈、渡辺みり愛[10]

### もうすぐ〜ザンビ伝説〜
- 秋元真夏、伊藤純奈、伊藤理々杏、岩本蓮加、梅澤美波、大園桃子、久保史緒里、齋藤飛鳥、阪口珠美、佐藤楓、新内眞衣、鈴木絢音、寺田蘭世、中村麗乃、星野みなみ、堀未央奈、向井葉月、山下美月、吉田綾乃クリスティー、与田祐希、渡辺みり愛[10]

テレビドラマ『ザンビ』出演メンバーによる楽曲。